# Robert Kurbaša
Robert Kurbaša (* 10. Oktober 1977 in Split) ist ein kroatischer Schauspieler.

## Leben
Robert Kurbaša ist vor allem durch seine Rollen in Seifenopern und Telenovelas bekannt. Nach eher unwichtigen Rollen in Ljubav u zaleđu und Obični ljudi gelang Kurbaša der Durchbruch durch die männliche Hauptrolle des David Glowatzki in der Telenovela Ne daj se, Nina von RTL Televizija. Des Weiteren erlangte er die Hauptrolle als Andrija Bukovac in der HRT-Telenovela Dolina sunca.

## Filmografie

### Fernsehauftritte
- 1999: Naša kućica, naša slobodica
- 2005–2006: Ljubav u zaleđu
- 2006–2007: Obični ljudi
- 2007: Urota
- 2007–2008: Ne daj se, Nina
- 2008: Ponos Ratkajevih
- 2009–2010: Dolina sunca
- 2011: Pod sretnom zvijezdom
- 2011–2012: Ruža vjetrova
- 2014: Stipe u gostima
- seit 2016: Zlatni dvori

### Filmrollen
- 2006: Najveća pogreška Alberta Einsteina
- 2009: Ljubavni život domobrana
- 2011: 7 seX 7
- 2013: Glazbena kutija
- 2015: Bićemo prvaci sveta